# Décès en janvier 2015
Décès
- 2011
- 2012
- 2013
- 2014
- 2015
- 2016
- 2017
- 2018
- 2019

Pour une information complémentaire, voir la page d'aide.

| Date        | Nom                                | Activités | Âge | Source |
| ----------- | ---------------------------------- | --- | --- | ------ |
| 1er janvier | Ulrich Beck                        | Sociologue allemand. | 70  | (de)   |
| 1er janvier | Fiona Cumming                      | Réalisatrice britannique. | 77  | (en)   |
| 1er janvier | Mario Cuomo                        | Homme politique américain, Gouverneur de l'État de New York (1983-1994).                                                          | 82  | (en)   |
| 1er janvier | Donna Douglas                      | Actrice américaine. | 81  | (en)   |
| 1er janvier | Jeff Golub (en)                    | Guitariste américain de jazz. | 59  | (en)   |
| 1er janvier | Omar Karamé                        | Homme politique libanais, Premier ministre (1990-1992, 2004-2005).                                                                | 80  | (en)   |
| 1er janvier | Géry Leuliet                       | Prélat catholique français, évêque émérite d'Amiens et doyen des évêques du monde.                                                | 104 |        |
| 1er janvier | Boris Moroukov                     | Médecin et cosmonaute soviétique.                                                                                                 | 64  |        |
| 1er janvier | Ninón Sevilla                      | Actrice mexicaine, d'origine cubaine.                                                                                             | 85  | (en)   |
| 2 janvier   | Anas al-Liby                       | Présumé terroriste libyen. | 51  | (en)   |
| 2 janvier   | Charles Baur                       | Homme politique français | 85  |        |
| 2 janvier   | Little Jimmy Dickens               | Chanteur américain de musique country.                                                                                            | 94  | (en)   |
| 2 janvier   | Suzanne Lapointe                   | Soprano et animatrice de télévision québécoise.                                                                                   | 80  |        |
| 2 janvier   | Dan Poulin                         | Hockeyeur sur glace canadien. | 57  |        |
| 2 janvier   | Arpád Račko                        | Sculpteur slovaque. | 84  | (sk)   |
| 2 janvier   | Julien Weiss                       | Musicien français. | 61  |        |
| 3 janvier   | Rémi Brodard                       | Personnalité politique suisse. | 88  |        |
| 3 janvier   | Edward Brooke                      | Homme politique américain. | 95  |        |
| 3 janvier   | Marius Cohard                      | Homme politique belge. | 89  |        |
| 3 janvier   | Paulinus Costa                     | Prélat catholique bangladais. | 78  |        |
| 3 janvier   | Ivan Jullien                       | Trompettiste et compositeur, arrangeur, chef d'orchestre français.                                                                | 80  |        |
| 3 janvier   | Olga Knyazeva                      | Escrimeuse soviétique, tatare, championne aux Jeux olympiques d'été de 1976.                                                      | 60  | (ru)   |
| 3 janvier   | Jouko Törmänen                     | Sauteur à ski finlandais, champion aux Jeux olympiques d'hiver de 1980.                                                           | 60  | (fi)   |
| 4 janvier   | Claude Chamboissier                | Musicien et acteur français (Les Musclés).                                                                                        | 64  |        |
| 4 janvier   | Pino Daniele                       | Auteur-compositeur-interprète italien.                                                                                            | 59  | (it)   |
| 4 janvier   | Bernard Lelong                     | Joueur et entraîneur de football français.                                                                                        | 85  |        |
| 4 janvier   | Natalino Pescarolo                 | Prélat catholique italien. | 85  | (it)   |
| 4 janvier   | Yves Rouquette                     | Poète et écrivain français. | 78  |        |
| 4 janvier   | René Vautier                       | Réalisateur français. | 86  |        |
| 4 janvier   | Edmund Wnuk-Lipiński               | Sociologue, professeur et écrivain polonais.                                                                                      | 70  | (pl)   |
| 4 janvier   | János Zsombolyai                   | Directeur de la photographie, réalisateur et scénariste hongrois.                                                                 | 75  | (en)   |
| 5 janvier   | Philippe Baillet                   | Basketteur français. | 74  |        |
| 5 janvier   | Jean-Pierre Beltoise               | Pilote français de Formule 1. | 77  |        |
| 5 janvier   | Jack Calmes                        | Inventeur américain. | 71  | (en)   |
| 5 janvier   | Antonio Fuertes                    | Footballeur espagnol. | 85  | (es)   |
| 5 janvier   | Bernard McLaughlin (en)            | Prélat catholique américain. | 102 | (en)   |
| 5 janvier   | King Sporty                        | Musicien et producteur jamaïcain.                                                                                                 | 71  | (en)   |
| 6 janvier   | Djelloul Berrouaïne                | Homme politique français. | 91  |        |
| 6 janvier   | Vlastimil Bubník                   | Joueur tchécoslovaque de football et de hockey sur glace, médaillé de bronze aux Jeux olympiques d'hiver de 1964.                 | 83  | (cs)   |
| 6 janvier   | Marcel Cuvelier                    | Acteur et metteur en scène français.                                                                                              | 90  |        |
| 6 janvier   | Joseph Djida                       | Prélat catholique camerounais. | 69  |        |
| 6 janvier   | Louis Olivier                      | Homme politique belge. | 91  |        |
| 7 janvier   | Cabu                               | Dessinateur français de presse écrite (fusillade au siège de Charlie Hebdo).                                                      | 76  |        |
| 7 janvier   | Elsa Cayat                         | Médecin, psychiatre et psychanalyste française (fusillade au siège de Charlie Hebdo).                                             | 54  |        |
| 7 janvier   | Charb                              | Dessinateur français de presse écrite (fusillade au siège de Charlie Hebdo).                                                      | 47  |        |
| 7 janvier   | Gilbert Finn                       | Homme politique canadien. | 94  | (en)   |
| 7 janvier   | Julio Scherer García               | Journaliste et écrivain mexicain.                                                                                                 | 88  |        |
| 7 janvier   | Philippe Honoré                    | Dessinateur français de presse écrite (fusillade au siège de Charlie Hebdo).                                                      | 73  |        |
| 7 janvier   | Tadeusz Konwicki                   | Écrivain et cinéaste polonais. | 88  | (en)   |
| 7 janvier   | Bernard Maris                      | Économiste, journaliste et écrivain français (fusillade au siège de Charlie Hebdo).                                               | 68  |        |
| 7 janvier   | Mompati Merafhe                    | Homme politique botswanais. | 78  | (en)   |
| 7 janvier   | Mustapha Ourrad                    | Journaliste français (fusillade au siège de Charlie Hebdo).                                                                       | 60  |        |
| 7 janvier   | Jean-Paul Parisé                   | Joueur professionnel canadien de hockey sur glace.                                                                                | 73  |        |
| 7 janvier   | Tignous                            | Dessinateur français de presse écrite (fusillade au siège de Charlie Hebdo).                                                      | 57  |        |
| 7 janvier   | Georges Wolinski                   | Dessinateur français de presse écrite (fusillade au siège de Charlie Hebdo).                                                      | 80  |        |
| 8 janvier   | Fernando Argila                    | Basketteur et footballeur espagnol.                                                                                               | 94  | (es)   |
| 8 janvier   | Andraé Crouch                      | Chanteur, compositeur, auteur, et réalisateur artistique de gospel ainsi que pasteur protestant américain.                        | 72  | (en)   |
| 8 janvier   | Richard Meade                      | Cavalier britannique de concours complet d'équitation.                                                                            | 76  | (en)   |
| 8 janvier   | Jean Paolini                       | Haut fonctionnaire français. | 93  |        |
| 8 janvier   | Rod Taylor                         | Acteur, producteur et scénariste australien.                                                                                      | 84  | (en)   |
| 9 janvier   | Angelo Anquilletti                 | Footballeur italien. | 71  | (it)   |
| 9 janvier   | Amedy Coulibaly                    | Terroriste islamiste français. | 32  |        |
| 9 janvier   | Klaus Fritzinger                   | Footballeur puis pilote automobile allemand                                                                                       | 78  | (de)   |
| 9 janvier   | Michel Jeury                       | Écrivain français. | 80  |        |
| 9 janvier   | Chérif et Saïd Kouachi             | Terroristes islamistes français (responsables de l'attentat contre Charlie Hebdo).                                                | 32  |        |
| 9 janvier   | Chérif et Saïd Kouachi             | Terroristes islamistes français (responsables de l'attentat contre Charlie Hebdo).                                                | 34  |        |
| 9 janvier   | Claude Lucas de Leyssac            | Universitaire et avocat français.                                                                                                 | 69  |        |
| 9 janvier   | Józef Oleksy                       | Homme politique polonais. | 68  |        |
| 9 janvier   | Peder Pedersen                     | Cycliste sur piste danois. | 69  | (da)   |
| 9 janvier   | Roy Tarpley                        | Basketteur américain. | 50  | (en)   |
| 10 janvier  | Jean Afanassieff                   | Alpiniste français. | 61  |        |
| 10 janvier  | Brian Clemens                      | Scénariste et producteur britannique.                                                                                             | 83  | (en)   |
| 10 janvier  | George Dickerson                   | Acteur américain. | 81  | (en)   |
| 10 janvier  | James Ray Dixon                    | Herpétologiste américain. | 86  | (en)   |
| 10 janvier  | Tim Drummond                       | Bassiste américain. | 74  | (en)   |
| 10 janvier  | Pierre-André Fournier              | Prélat catholique canadien. | 71  |        |
| 10 janvier  | Jim Hogan                          | Athlète de fond britannique. | 81  | (en)   |
| 10 janvier  | Junior Malanda                     | Footballeur belge. | 20  |        |
| 10 janvier  | Taylor Negron                      | Acteur américain. | 57  | (en)   |
| 10 janvier  | Réjean Paul                        | Juge québécois de la Cour supérieure.                                                                                             | 71  |        |
| 10 janvier  | Francesco Rosi                     | Réalisateur et scénariste italien.                                                                                                | 92  |        |
| 10 janvier  | Francis Simard                     | Militant indépendantiste québécois (Front de libération du Québec).                                                               | 67  |        |
| 10 janvier  | Robert Stone                       | Écrivain américain. | 77  | (en)   |
| 10 janvier  | Denis Tsygourov                    | Joueur professionnel russe de hockey sur glace.                                                                                   | 43  | (ru)   |
| 11 janvier  | Jenő Buzánszky                     | Footballeur hongrois, vice-champion du monde en 1954 et champion aux Jeux olympiques d'été de 1952.                               | 89  |        |
| 11 janvier  | Claude-Michel Cluny                | Poète, critique littéraire, critique de cinéma, nouvelliste et romancier français.                                                | 84  |        |
| 11 janvier  | Anita Ekberg                       | Actrice suédoise. | 83  |        |
| 11 janvier  | Helen Eustis                       | Femme de lettres américaine. | 98  | (en)   |
| 11 janvier  | Chashi Nazrul Islam                | Réalisateur bangladais. | 73  | (en)   |
| 11 janvier  | Fritz Pott                         | Footballeur allemand. | 75  | (de)   |
| 11 janvier  | Bruno Visintin                     | Boxeur italien, médaillé de bronze aux Jeux olympiques d'été de 1952.                                                             | 82  | (it)   |
| 11 janvier  | Ryszard Zub                        | Escrimeur polonais pratiquant le sabre.                                                                                           | 80  | (it)   |
| 12 janvier  | Germán Cobos                       | Acteur espagnol. | 87  | (en)   |
| 12 janvier  | James Daman                        | Prélat catholique nigerian. | 58  | (en)   |
| 12 janvier  | Elena Obraztsova                   | Mezzo-soprano soviétique. | 75  |        |
| 13 janvier  | Trevor Ward-Davies                 | Chanteur britannique (Dave Dee).                                                                                                  | 70  | (en)   |
| 13 janvier  | Martine Havet                      | Actrice et animatrice de télévision française.                                                                                    | 65  |        |
| 13 janvier  | Keith Wright                       | Homme politique australien. | 73  | (en)   |
| 14 janvier  | Darren Shahlavi                    | Acteur britannico-américain. | 42  | (en)   |
| 15 janvier  | Arnaldo Calveyra                   | Écrivain argentin. | 85  |        |
| 15 janvier  | Michel Daigle                      | Comédien québécois. | 69  |        |
| 15 janvier  | Kim Fowley                         | Auteur-compositeur-interprète, producteur et impresario américain.                                                                | 75  | (en)   |
| 15 janvier  | Chikao Ōtsuka                      | Acteur et seiyū japonais. | 85  | (en)   |
| 15 janvier  | Yves Rispat                        | Homme politique français. | 83  |        |
| 15 janvier  | Joseph Mukasa Zuza                 | Prélat catholique malawite. | 59  | (en)   |
| 16 janvier  | Henri Beaugé-Bérubé                | Résistant français, compagnon de la Libération.                                                                                   | 94  |        |
| 16 janvier  | Yao Beina                          | Chanteuse chinoise. | 33  | (en)   |
| 16 janvier  | Fatiha Berber                      | Actrice algérienne. | 69  | (en)   |
| 16 janvier  | Ray Lumpp                          | Basketteur américain, champion aux Jeux olympiques d'été de 1948.                                                                 | 91  | (en)   |
| 16 janvier  | Walt Peregoy                       | Artiste, illustrateur et animateur américain.                                                                                     | 89  | (en)   |
| 17 janvier  | Faten Hamama                       | Actrice égyptienne. | 83  |        |
| 17 janvier  | Donald Harron                      | Acteur canadien. | 90  | (en)   |
| 17 janvier  | Justin Kili                        | Personnalité médiatique et journaliste papou-néo-guinéen.                                                                         | 61  | (en)   |
| 17 janvier  | Louis Martin                       | Haltérophile britannique, médaillé olympique de bronze (1960) et d'argent (1964).                                                 | 78  | (en)   |
| 17 janvier  | Origa                              | Chanteuse russe. | 44  | (en)   |
| 17 janvier  | Greg Plitt                         | Acteur et mannequin américain. | 37  |        |
| 18 janvier  | Maurice Dumas                      | Homme politique canadien, québécois.                                                                                              | 87  |        |
| 18 janvier  | Dallas Taylor                      | Batteur américain. | 66  | (en)   |
| 18 janvier  | Philippe Vocanson                  | Doyen des Français (2013-2015) et doyen des Européens (2014-2015).                                                                | 110 |        |
| 19 janvier  | Michel Guimond                     | Homme politique canadien, québécois.                                                                                              | 61  |        |
| 19 janvier  | José María Hernández González (en) | Prélat catholique mexicain. | 88  | (en)   |
| 19 janvier  | Vladimir Kesarev                   | Footballeur soviétique, russe. | 84  | (en)   |
| 19 janvier  | Robert Manzon                      | Pilote automobile français. | 97  |        |
| 19 janvier  | Karl H. Pribram                    | Professeur américain de médecine et de psychologie.                                                                               | 95  | (en)   |
| 20 janvier  | Pierrette Bruno                    | Actrice et chanteuse française.                                                                                                   | 86  |        |
| 20 janvier  | Canserbero                         | Rappeur vénézuélien. | 26  | (es)   |
| 20 janvier  | Ricardo dos Santos                 | Surfeur brésilien. | 24  |        |
| 20 janvier  | Edgar Froese                       | Musicien allemand. | 70  |        |
| 20 janvier  | Wilfride Piollet                   | Danseuse étoile française. | 71  |        |
| 20 janvier  | Hitoshi Saitō                      | Judoka japonais, double champion olympique (1984 et 1988).                                                                        | 54  | (en)   |
| 21 janvier  | Leon Brittan                       | Homme politique britannique. | 75  | (en)   |
| 21 janvier  | Frieda Dänzer                      | Skieuse alpine suisse. | 83  | (de)   |
| 21 janvier  | Georges Hage                       | Homme politique français. | 93  |        |
| 21 janvier  | Kemal Monteno                      | Auteur-compositeur-interprète yougoslave, bosnien.                                                                                | 66  | (sh)   |
| 21 janvier  | Chin Shunshin                      | Romancier et traducteur japonais.                                                                                                 | 90  | (en)   |
| 22 janvier  | Marco Gal                          | Écrivain valdôtain. | 74  |        |
| 22 janvier  | René Jodoin                        | Producteur, réalisateur et scénariste québécois.                                                                                  | 94  |        |
| 22 janvier  | Hélène Missoffe                    | Femme politique française. | 87  |        |
| 22 janvier  | Dacia Valent                       | Militante politique italienne. | 51  | (it)   |
| 23 janvier  | Abdallah ben Abdelaziz Al Saoud    | Roi d'Arabie saoudite. | 90  |        |
| 23 janvier  | Ernie Banks                        | Joueur américain de baseball. | 83  | (en)   |
| 23 janvier  | Pedro Lemebel                      | Auteur et artiste plasticien chilien.                                                                                             | 62  | (es)   |
| 23 janvier  | James Leslie « Les » McMahon       | Homme politique australien | 84  |        |
| 23 janvier  | Jackie Selebi                      | Commissaire de police sud-africain qui fut président d'Interpol.                                                                  | 64  | (en)   |
| 23 janvier  | Stéphane Steeman                   | Humoriste belge. | 82  |        |
| 23 janvier  | Pierre Tucoo-Chala                 | Historien et universitaire français                                                                                               | 90  |        |
| 24 janvier  | José Artur                         | Comédien et animateur de radio français.                                                                                          | 87  |        |
| 24 janvier  | Stig Bergling                      | Espion suédois. | 77  | (sv)   |
| 24 janvier  | Otto Carius                        | Militaire allemand. | 92  | (de)   |
| 24 janvier  | Toller Cranston                    | Patineur artistique canadien, médaillé de bronze aux Jeux olympiques d'hiver de 1976.                                             | 65  |        |
| 24 janvier  | Johan Ferner                       | Skipper norvégien, médaillé d'argent aux Jeux olympiques d'été de 1952.                                                           | 87  |        |
| 25 janvier  | Demetrio González                  | Acteur et chanteur mexicain. | 87  | (es)   |
| 25 janvier  | Pierre Gosnat                      | Homme politique français. | 66  |        |
| 25 janvier  | Richard McBrien                    | Prêtre catholique et théologien américain.                                                                                        | 78  | (en)   |
| 25 janvier  | Demis Roussos                      | Chanteur grec. | 68  |        |
| 26 janvier  | Louisa Colpeyn                     | Actrice belge, mère de Patrick Modiano.                                                                                           | 96  |        |
| 26 janvier  | Lucjan Lis                         | Coureur cycliste polonais, médaillé d'argent aux Jeux olympiques d'été de 1972.                                                   | 64  | (pl)   |
| 26 janvier  | Lee Spick                          | Joueur britannique de snooker. | 34  | (en)   |
| 27 janvier  | Wilfred Agbonavbare                | Footballeur nigérian. | 48  | (es)   |
| 27 janvier  | Arturo Carmassi                    | Sculpteur et peintre italien. | 89  |        |
| 27 janvier  | Jean Clerfeuille                   | Dirigeant sportif français centenaire. Président du Football Club de Nantes (1959-1968) .                                         | 105 |        |
| 27 janvier  | Suzette Haden Elgin                | Femme de lettres américaine. | 78  | (en)   |
| 27 janvier  | Henk Faanhof                       | Cycliste sur route néerlandais.                                                                                                   | 92  | (nl)   |
| 27 janvier  | Hilarion N'dinga                   | Artiste peintre congolais | 83  |        |
| 27 janvier  | François Ristori                   | Peintre français. | 78  |        |
| 27 janvier  | Charles Townes                     | Physicien américain, prix Nobel de physique en 1964.                                                                              | 99  | (en)   |
| 28 janvier  | Yves Chauvin                       | Chimiste français, prix Nobel de chimie en 2005.                                                                                  | 84  |        |
| 28 janvier  | Alain Thiry                        | Footballeur français | 71  |        |
| 29 janvier  | Egon Adler                         | Coureur cycliste allemand. | 77  | (de)   |
| 29 janvier  | Amparo Baró                        | Actrice espagnole. | 77  | (es)   |
| 29 janvier  | Taeko Kōno                         | Femme de lettres et critique littéraire japonaise.                                                                                | 88  | (en)   |
| 29 janvier  | José Martins da Silva              | Prélat catholique brésilien. | 78  | (pt)   |
| 29 janvier  | Will McBride                       | Photographe américain. | 84  | (de)   |
| 29 janvier  | Colleen McCullough                 | Femme de lettres australienne. | 77  | (en)   |
| 29 janvier  | Rod McKuen                         | Acteur, musicien et compositeur américain.                                                                                        | 81  | (en)   |
| 29 janvier  | Kel Nagle                          | Golfeur australien. | 94  | (en)   |
| 29 janvier  | Alexander Vraciu                   | Pilote de chasse américain. | 96  | (en)   |
| 29 janvier  | Israel Yinon                       | Chef d'orchestre israélien. | 59  | (en)   |
| 30 janvier  | Carl Djerassi                      | Chimiste autrichien et américain, co-concepteur de la première pilule contraceptive, romancier, dramaturge, collectionneur d'art. | 91  | (de)   |
| 30 janvier  | Jeannette Hubert                   | Réalisatrice française. | 88  |        |
| 30 janvier  | Jeliou Jelev                       | Homme politique bulgare. | 79  | (en)   |
| 30 janvier  | Geraldine McEwan                   | Actrice britannique. | 82  | (en)   |
| 30 janvier  | Cosmas Shi Enxiang                 | Prélat catholique et prisonnier politique chinois.                                                                                | 93  |        |
| 30 janvier  | Gerrit Voorting                    | Coureur cycliste néerlandais, médaillé d'argent aux Jeux olympiques d'été de 1948.                                                | 92  | (nl)   |
| 31 janvier  | Vasco Bendini                      | Peintre informaliste italien. | 92  | (it)   |
| 31 janvier  | Paul Butel                         | Historien français. | 83  |        |
| 31 janvier  | Don Covay                          | Chanteur et compositeur américain de soul.                                                                                        | 76  | (en)   |
| 31 janvier  | Diego De Leo                       | Arbitre de football italo-mexicain.                                                                                               | 94  | (it)   |
| 31 janvier  | Vic Howe                           | Joueur professionnel canadien de hockey sur glace.                                                                                | 85  | (en)   |
| 31 janvier  | José Manuel Lara Bosch             | Éditeur et chef d'entreprise espagnol.                                                                                            | 68  | (es)   |
| 31 janvier  | Adalberto Arturo Rosat (de)        | Prélat catholique italien. | 81  | (en)   |
| 31 janvier  | Richard von Weizsäcker             | Homme politique allemand, Président (1984 - 1994).                                                                                | 94  |        |